# Gaston Glass
Gaston Glass (Parigi, 31 dicembre 1899 – Santa Monica, 11 novembre 1965) è stato un attore e produttore cinematografico francese naturalizzato statunitense.
Lavorò anche come assistente regista con alcuni dei nomi più importanti di Hollywood, quali Joseph L. Mankiewicz, Jean Negulesco, Edmund Goulding, Preston Sturges.
Era padre del compositore Paul Glass.

## Filmografia

### Attore
- Les Frères corses, regia di André Antoine (1917)
- Let's Elope, regia di John S. Robertson (1919)
- Open Your Eyes, regia di Gilbert P. Hamilton (1919)
- Oh, You Women!, regia di John Emerson (1919)
- The Lost Battalion, regia di Burton L. King (1919)
- The Woman of Lies, regia di Gilbert P. Hamilton (1919)
- Mothers of Men, regia di Edward José (1920)
- Humoresque, regia di Frank Borzage (1920)
- The World and His Wife, regia di Robert G. Vignola (1920)
- The Branded Woman, regia di Albert Parker (1920)
- Her Winning Way, regia di Joseph Henabery (1921)
- God's Crucible, regia di Henry MacRae (1921)
- There Are No Villains, regia di Bayard Veiller (1921)
- Cameron of the Royal Mounted, regia di Henry MacRae (1921)
- The Song of Life, regia di John M. Stahl (1922)
- I favori della signorinetta (Little Miss Smiles), regia di John Ford (1922)
- Glass Houses, regia di Harry Beaumont (1922)
- I Am the Law, regia di Edwin Carewe (1922)
- Rich Men's Wives, regia di Louis J. Gasnier (1922)
- Monte Cristo, regia di Emmett J. Flynn (1922)
- The Kingdom Within, regia di Victor Schertzinger (1922)
- The Hero, regia di Louis J. Gasnier (1923)
- Gimme, regia di Rupert Hughes (1923)
- The Spider and the Rose, regia di John McDermott (1923)
- The Price of Success, regia di Tony Gaudio (1925)
- Tentacles of the North, regia di Louis Chaudet (1926)
- Il Gorilla (The Gorilla), regia di Alfred Santell (1927)
- Sinews of Steel, regia di Frank O'Connor (1927)
- Lasciate fare a me (Geraldine), regia di Melville W. Brown (1929)

### Assistente regista
- Infedelmente tua (Unfaithfully Yours), regia di Preston Sturges (1948)
- Lettera a tre mogli (A Letter to Three Wives), regia di Joseph L. Mankiewicz (1949)
- Se mia moglie lo sapesse (Everybody Does It), regia di Edmund Goulding (1949)
- Eva contro Eva (All About Eve), regia di Joseph L. Mankiewicz (1950)